# Алоней-Ицхак
Алоней-Ицхак (ивр. אַלּוֹנֵי יִצְחָק‎) — молодёжная деревня на севере Израиля. Расположена недалеко от Биньямины, подпадает под юрисдикцию регионального совета Менаше. В 2020 году население деревни составляло 309 человек.

## История
Деревня была основана в 1948 году Йехиэлем Харифом для приема детей, переживших Холокост. Она был названа в честь Ицхака Гринбойма, первого министра внутренних дел Израиля. Сегодня в деревне находится школа-интернат, в которой обучаются 675 детей (275 на интернате и 400 учащихся с дневным посещением) с 7-го по 12-й класс.

## Природный заповедник Алоней-Ицхак
Природный заповедник площадью 31 акр, в пределах которого расположена деревня, был объявлен в 1969 году, в основном из старых дубов Валонии (Quercus macrolepis), в непосредственной близости от молодёжной деревни. Дополнительно флора дубового леса включает цикламен персидский, каликотому ворсистую, хвойник, морской лук и Asphodelus microcarpus.

## Население
По данным Центрального статистического бюро Израиля, население на начало 2020 года составляло 309 человек.

## Галерея

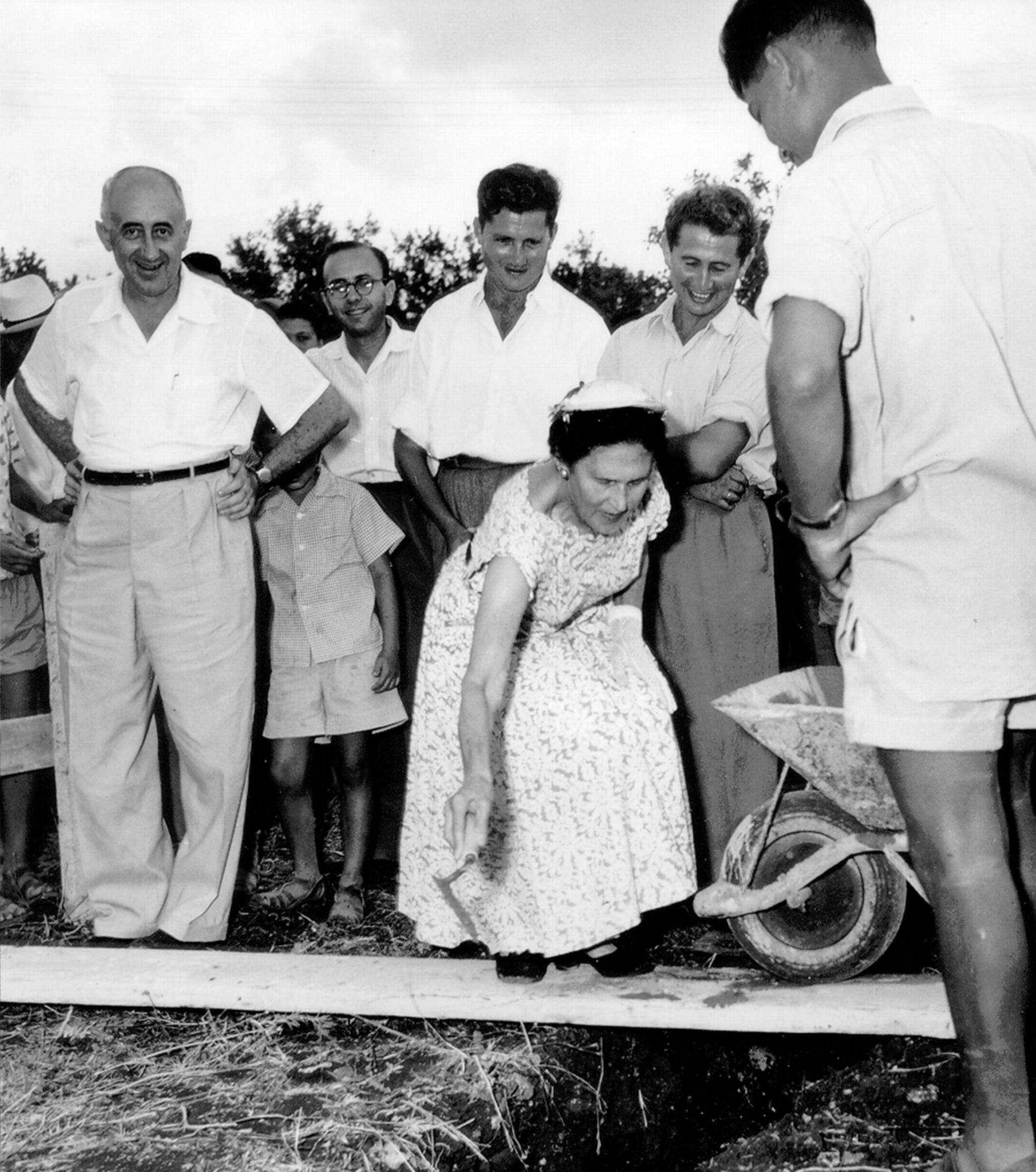
Церемония закладки камня в фундамент школы-интерната Алият Ха-Ноар в Алоней-Ицхак с Розой Гальперин
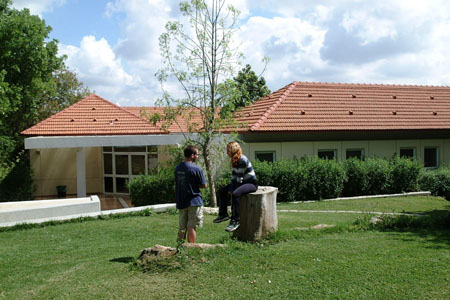
Дома молодёжной деревни